# Thongchai Sukkoki
Thongchai Sukkoki (thailändisch ธงชัย สุขโกกี, * 17. August 1973 in Ayutthaya), auch als Thong bekannt, ist ein thailändischer Fußballtrainer.

## Karriere
Thongchai Sukkoki begann seine Trainerlaufbahn beim Erstligisten Chula United. Anschließend war er an der Debsirin School in Bangkok beschäftigt. Über den Erstligisten Port FC wechselte er über den Ayutthaya FC zum PT Prachuap FC. Mit Prachuap wurde er am Ende der Saison Meister der Southern Region der dritten Liga und stieg somit in die zweite Liga auf. Am 1. Januar 2015 übernahm er das Traineramt beim neugegründeten Khon Kaen United FC. Mit dem Verein aus Khon Kaen spielte er in der dritten Liga, der damaligen Regional League Division 2. Hier trat man in der North/Eastern Region an. Am Ende der Saison wurde er mit dem Klub Meister der Region und stieg in die zweite Liga auf. Wegen eines Strafverfahrens wurde der Verein nach acht Spielen gesperrt. Der Verein wurde aber vom thailändischen Gerichtshof freigesprochen und man kehrte 2018 zurück. Am 11. März 2016 verließ er den Verein. Im Juni 2016 unterschrieb er einen Vertrag als Cheftrainer beim Drittligisten Customs United FC. Am Ende der Saison feierte er mit den Customs die Vizemeisterschaft. Bei den Customs stand er bis Anfang Juni 2017 unter Vertrag. Direkt im Anschluss verpflichtete ihn der Lamphun Warriors FC. Mit dem Verein aus Lamphun spielte er in der neugegründeten Thai League 3, wo man in der Upper Region antrat. Am Saisonende verließ er Lamphun und ging nach Nakhon Pathom, wo er einen Vertrag beim zwangsabgestiegenen Nakhon Pathom United FC unterschrieb. Nakhon Pathom spielte in der vierten Liga. Am Ende der Saison 2018 feierte er mit Nakhon Pathom die Meisterschaft der Western Region und den Aufstieg in die dritte Liga. Ein Jahr später wurde man Meister der Lower Region der dritten Liga und stieg in die zweite Liga auf. Am Ende der Saison 2022/23 feierte er mit Nakhon Pathom die Meisterschaft und den Aufstieg in die erste Liga. Nach dem Aufstieg verließ er den Verein und übernahm im Mai 2023 das Traineramt beim Erstligisten BG Pathum United FC. Hier stand er bis Ende Dezember 2023 unter Vertrag. Nach einem halben Jahr Pause unterschrieb er im Juni 2024 einen Vertrag beim Zweitligisten Nakhon Si United FC. Nach neun Ligaspielen wurde er als Trainer entlassen und er übernahm das Amt des Technischen Direktors. Das Amt übte er bis Mitte November 2024 aus. Am 16. November 2024 übernahm er das Amt des Cheftrainers beim Erstligisten Nakhon Pathom United FC.

## Erfolge
PT Prachuap FC
- Regional League Division 2 – South: 2014  ▲

Khon Kaen United FC
- Regional League Division 2 – North/East: 2015  ▲

Nakhon Pathom United FC
- Thai League 4 – West: 2018  ▲
- Thai League 3 – Lower: 2019  ▲
- Thailändischer Zweitligameister: 2022/23  ▲

BG Pathum United FC
- Thai League Cup: 2022/23 (Finalist)

## Sonstiges
Thongchai Sukkoki ist der Vater von Hasdin Sukkoki (Raj-Pracha FC).